# ランチタイムニュース
『ランチタイムニュース』は、岐阜放送（ぎふチャン）で平日 12:21 - 12:30に放送されていた報道番組である。祝日には放送を休止。

## 概要
放送開始時には11:30 - 11:40に放送されていたが、2007年4月の改編でそれまで11:40 - 12:25に放送されていたドラマ（主に時代劇）を11:29 - 12:21へ移動させ、12:25 - 12:30に放送されていた天気予報を吸収する形で12:21スタートになった。2009年3月27日放送終了。

## 番組内容
番組は岐阜県内のニュースを伝えていたほか、日替わりで特集を放送。天気予報の後、夕方ワイド番組『夕がた屋テ!』の予告を放送して終了していた。

### 曜日別コーナー
- 月曜日 東濃リレーインタビュー - 岐阜放送多治見スタジオからの放送。
- 火曜日 ふるさとキャラバン - 藤村恵理（当時岐阜放送アナウンサー）などが岐阜県内を巡る旅を展開。現在は[いつ?]ハイライト版を放送。
- 水曜日 ふるさとキャラバン - 同上。また不定期で、岐阜県職員による電話での海外リポートを放送。
- 木曜日 西濃 What's New
- 金曜日 週末に岐阜県内で行われる催し物情報を放送。

## キャスター
『らぶらぶワイドぎふTODAY』が放送されていた頃にはシフト制で岐阜放送アナウンサーが担当していたが、『夕がた屋テ!』が放送されるようになってからは同番組のニュース担当アナウンサーが兼任していた。